# 90414 Karpov
90414 Karpov è un asteroide della fascia principale. Scoperto nel 2003, presenta un'orbita caratterizzata da un semiasse maggiore pari a 2,3877158 UA e da un'eccentricità di 0,0635579, inclinata di 6,34125° rispetto all'eclittica.
L'asteroide è dedicato ad Anatolij Evgen'evič Karpov, ex campione del mondo di scacchi.